# Voacanga africana
Voacanga africana là một loài thực vật có hoa trong họ La bố ma. Loài này được Stapf ex Scott-Elliot miêu tả khoa học đầu tiên năm 1894.

## Hình ảnh

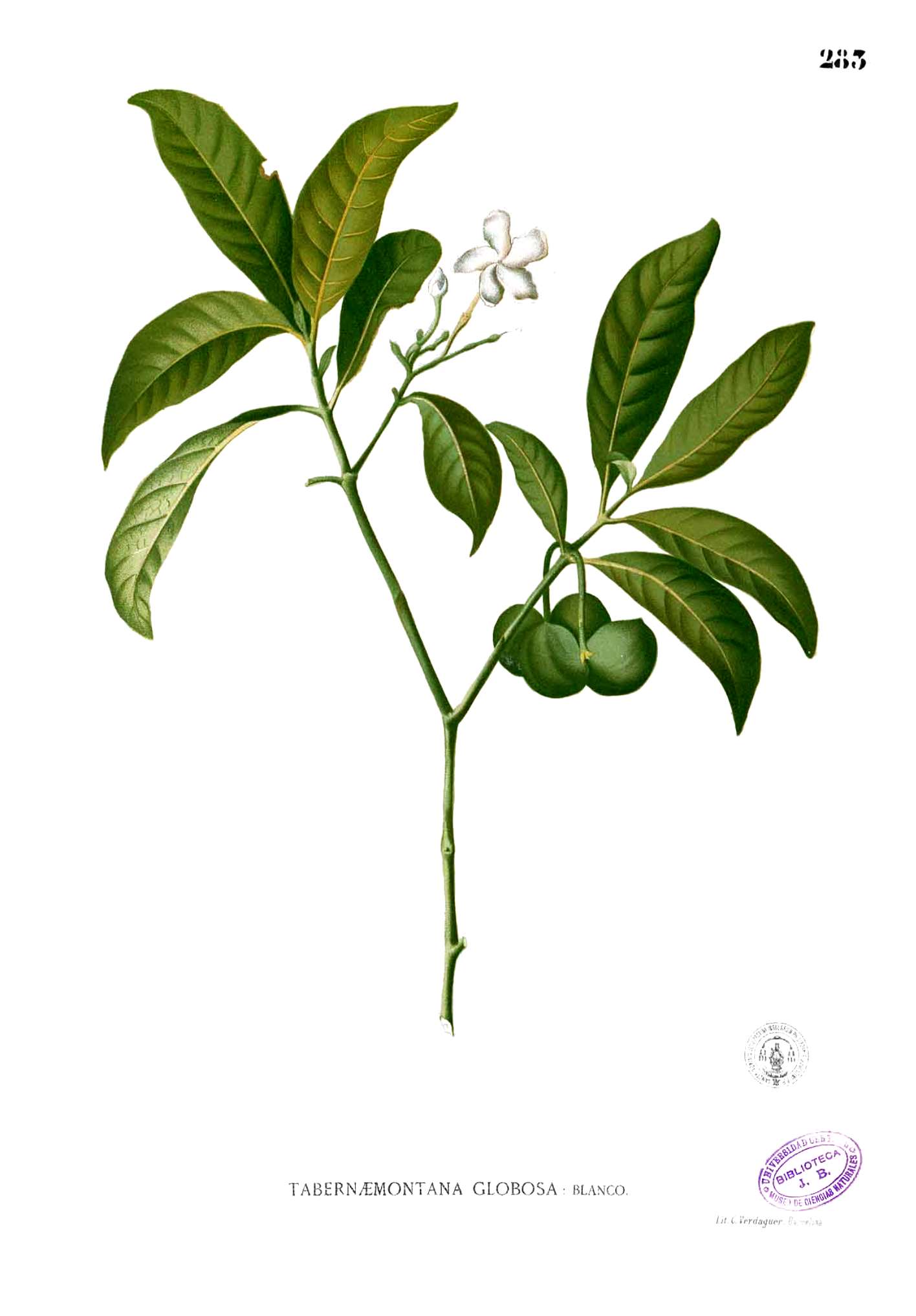